# ویدزمه
Vidzeme (تلفظ [ˈvid̪͡z̪eme] ; لیتوانیایی: Vidžemė: Vidžemė
; لیوونیایی: Vidūmō: Vidūmō
، روسی: Видземе: Видземе
، (به لهستانی: Liwonia): لیوونیا) یکی از سرزمین‌های تاریخی لتونی است. پایتخت لتونی، ریگا، در بخش جنوب غربی این منطقه واقع شده‌است. جمعیت: حدود ۱٫۳ میلیون (سال؟). به معنای واقعی کلمه "سرزمین میانه"، در شمال مرکزی لتونی در شمال رودخانه داوگاوا واقع شده‌است. گاهی اوقات در آلمانی، آن را به عنوان Livland، شکل آلمانی از لاتین Livonia نیز می‌شناسند، اگرچه تنها بخش کوچکی از لیوونیای قرون وسطایی و حدود نیمی (قسمت لتونی) لیوونیای سوئدی را شامل می‌شود.
فرمانداری تاریخی لیوونیا (به لتونیایی: Vidzemes guberņa: Vidzemes guberņa
) همچنین بزرگتر از Vidzeme است، زیرا تقریباً با لیوونیای سوئدی مطابقت دارد.